# Stazione di Ponte Gardena-Laion
La stazione di Ponte Gardena-Laion (in tedesco Waidbruck-Lajen, in ladino Pruca-Laion) è una fermata ferroviaria della linea Bolzano-Brennero. Serve i comuni di Ponte Gardena e Laion, in Alto Adige (Italia).

## Storia
La stazione fu attivata con la sola denominazione tedesca di Waidbruck; con l'avvento del fascismo il nome venne italianizzato dapprima in Ponte all'Isarco, infine nel 1938 in Ponte Gardena.
Nel secondo dopoguerra, con l'introduzione del bilinguismo, lo scalo assunse la denominazione ufficiale Ponte Gardena/Waidbruck, poi mutata in Ponte Gardena-Laion/Waidbruck-Lajen il 15 giugno 2014.

## Strutture e impianti
Il fabbricato viaggiatori venne costruito impiegando soprattutto pietre reperibili nelle vicinanze del sito, con finiture in porfido al quarzo estratto nei pressi di Bolzano. Lo stile architettonico è di chiara impronta tirolese: ciò risulta ben evidente osservando la struttura del tetto, ampio, spiovente e dai lembi sporgenti, dotato di pannelli lignei a tamponamento del timpano di convergenza delle falde. L'edificio è sporadicamente presenziato da un dirigente movimento e ospita al pianterreno l'ufficio di dirigenza e una sala d'attesa con annessi biglietteria automatica, bar e servizi igienici. Il secondo piano ospita tre alloggi (originariamente destinati al personale viaggiante, poi alienati e privatizzati).
Contiguo al suddetto fabbricato sorge un altro stabile, atto ad ospitare un serbatoio d'acqua per le locomotive a vapore, un'officina, un magazzino, un casello ferroviario e ulteriori abitazioni ad uso del personale ferroviario: tale destinazione d'uso è poi venuta a mancare e l'edificio è stato riadattato a deposito.
Il piazzale dispone di quattro binari passanti, di cui il primo e il quarto sono tronchi, mentre il secondo e il terzo (raggiungibili tramite sottopassaggio) sono utilizzati per il servizio passeggeri e per il transito.

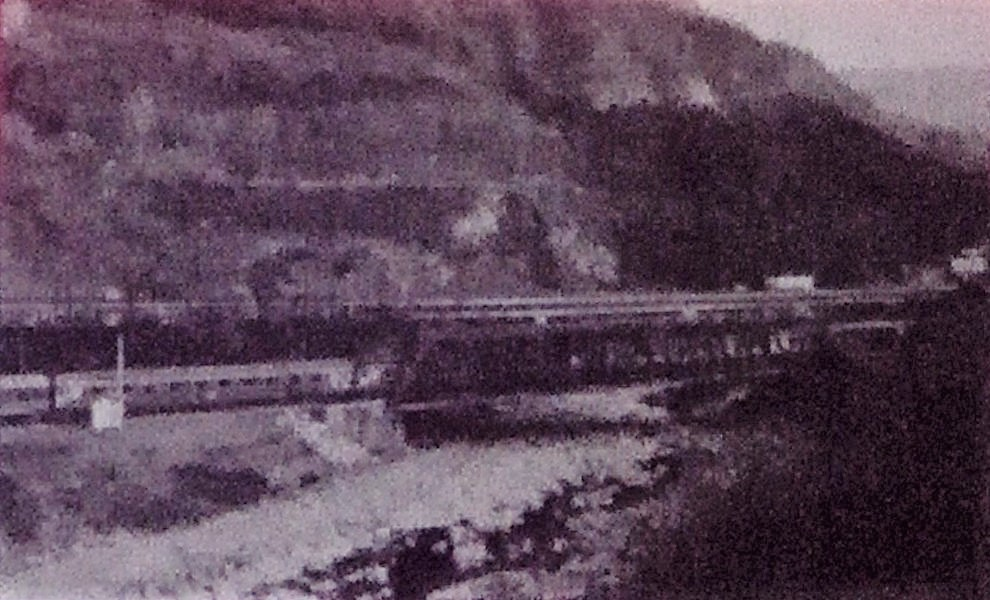
Ponte ferroviario Röthele a sud di Ponte Gardena

Nei pressi della stazione, in direzione di Castelrotto, sorge il cosiddetto ponte Röthele: inaugurato nel 1867, esso costituisce un esempio di archeologia industriale in virtù della sua conformazione a due passerelle parallele, integralmente costruite con tecnica a traliccio metallico. Dismesso dalla ferrovia a seguito dell'apertura del collegamento diretto tra Ponte Gardena e Prato-Tires mediante la galleria Sciliar, il ponte è stato recuperato (limitatamente a una sola corsia, mentre l'altra è chiusa e abbandonata) come parte di un percorso ciclabile ricalcante il sedime ferroviario dismesso.

## Movimento
La fermata è servita da treni regionali e regionali veloci operati da Trenitalia e SAD nell'ambito del contratto di servizio stipulato con la Provincia autonoma di Bolzano.

## Servizi
La fermata è videosorvegliata, dotata di impianto di comunicazione sonora.
La stazione dispone di:
- Parcheggio auto e bici

## Interscambi
Adiacente alla stazione è presente una fermata delle autolinee urbane e interurbane.
- Fermata autobus
- Taxi